# Frégate antiaérienne
Vous pouvez aider à l'améliorer ou bien discuter des problèmes sur sa page de discussion.
- Il ne cite pas suffisamment ses sources. Vous pouvez indiquer les passages à sourcer avec {{référence nécessaire}} ou {{Référence souhaitée}}, et inclure les références utiles en les liant aux notes de bas de page. (Marqué depuis mars 2021)
- Il ne s’appuie pas, ou pas assez, sur des sources secondaires ou tertiaires. (Marqué depuis mars 2021)

- Archive Wikiwix
- Bing
- Cairn
- DuckDuckGo
- E. Universalis
- Gallica
- Google
- G. Books
- G. News
- G. Scholar
- Persée
- Qwant
- (zh) Baidu
- (ru) Yandex
- (wd) trouver des œuvres sur Wikidata

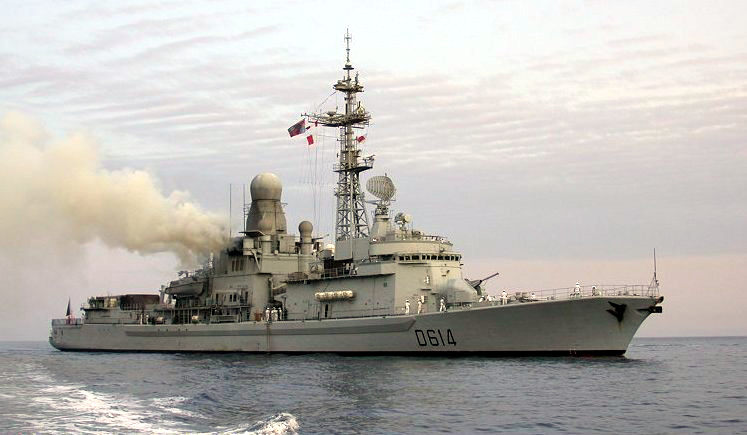
Frégate antiaérienne classe Cassard

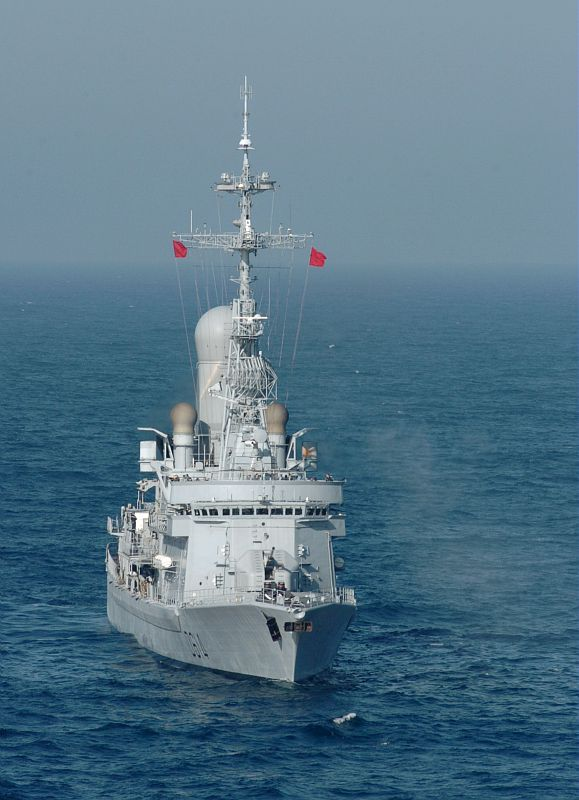
Frégate antiaérienne

Une frégate antiaérienne est un navire de guerre destiné à protéger les bâtiments qu'elle accompagne d'attaques aérienne ennemies. Dans la pratique, elle est souvent équipée pour permettre une défense contre les navires de surface ou les sous-marins.

## Origine du concept
Dès le premier conflit mondial[réf. nécessaire], la lutte antiaérienne qui, jusque-là s'opérait à terre, commença à se déployer depuis la mer. Le premier bâtiment opérationnel avec un missile antiaérien est le croiseur américain Boston (CG1, ex CA 69) remis en service avec le missile le 1er novembre 1955.

## L’armement à bord des frégates
Les bâtiments sont naturellement bien armés pour la défense antiaérienne avec leur artillerie (ex : canon de 20 à 100 mm) et des panachages de missiles, mais aussi contre les sous-marins avec souvent au moins deux tubes lance-torpille et contre les autres bâtiments de surface avec des missiles de type mer-mer. Certains équipements sont polyvalents (canon de 100 mm et hélicoptère anti sous-marin embarqué).

## Flottes nationales de frégates antiaériennes

### Frégates de la Royal Navy
Les frégates britanniques antiaériennes appartiennent à deux classes de navires.

#### Classe Sheffield
Le premier navire de type 42 a été décidé en 1968 et lancé en 1971. La Royal Navy a utilisé cette classe de destroyer pendant 38 ans, entre 1975 et 2013. Seize navires ont été construits. La classe est conçue à la fin des années 1960 pour fournir à la Royal Navy une flotte de défense anti-aérienne qui annule et remplace les destroyers de type 82 qui étaient en cours de construction par les navires plus légers et moins chers pour des capacités similaires à ces derniers. Plus aucun navire de cette classe n'est actif dans la Royal Navy depuis 2012 et un seul subsiste dans la Marine argentine comme transport de troupe. La Royal Navy les a remplacés depuis par les destroyers Type 45.

#### Classe Daring
Les six destroyers britanniques de type 45 (T-45) de classe Daring (classe D) sont des bâtiments de défense aérienne de premier rang qui remplacent les 14 DDG Classe Sheffield qui ont équipé la Royal Navy depuis le milieu des années 1970. Ce sera la troisième classe de destroyers à se dénommer Daring : il y eut d'abord une classe de 2 navires lancés en 1893 et 1894, puis une autre de 12 navires lancés entre 1949 et 1952.

### Frégates françaises
La classe Suffren est une classe de frégates lance-engins (FLE). C'est un bâtiment polyvalent conçu pour protéger une force navale contre les menaces aériennes, celles des navires de surface et des sous-marins. 
La désignation de la classe au budget 1960 est croiseur lance-engins type C 60 puis par la suite FLM (Frégate Lance-Missiles).
Elles sont remplacées par les frégates de la classe Horizon qui sont des bâtiments de combat de défense aérienne construits en coopération entre la France et l'Italie.
Les deux frégates de la classe Cassard sont des bâtiments de combat anti-aérien construits par la France. Leur code OTAN est DDG pour destroyer, leur indicatif visuel est précédé d'un D (D614 pour le Cassard et D615 pour le Jean-Bart). Le Cassard a été retiré du service en 2019 et le Jean-Bart le sera en 2021. Ils sont remplacés par une version anti-aérienne des frégates multi-missions.

Dans la marine française de 2024, les frégates anti-aériennes typiquement construites à cet effet et les plus puissantes sont les deux navires de Classe Horizon livrés à partir de 2009.

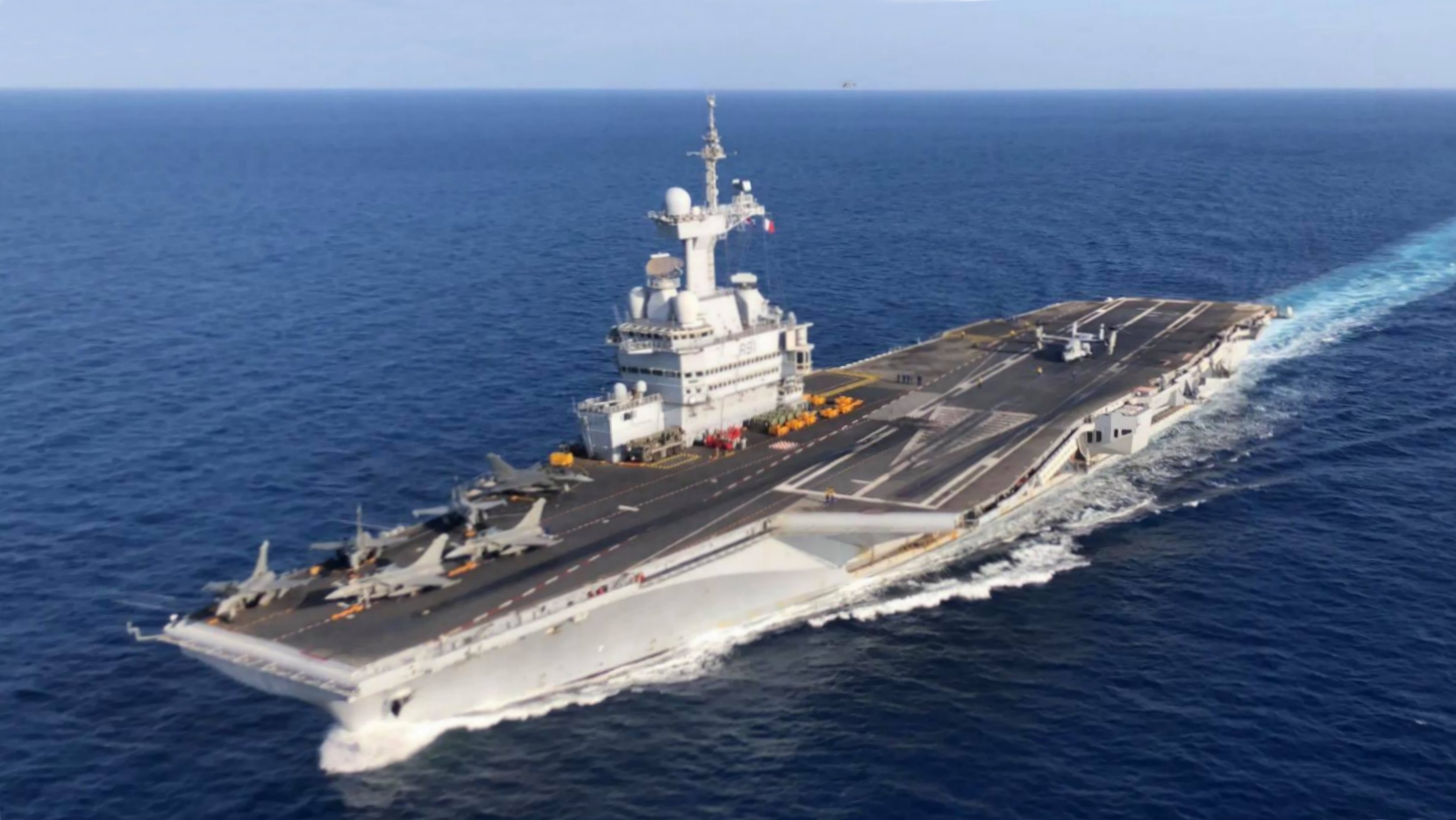
Porte-avion Charles de Gaulle.

 Les FREMM (frégate européenne multi-missions), sont des bâtiments polyvalents qui sont utilisés avant tout pour la lutte sous-marine et anti-navire. Le premier des huit navires commandés a été réceptionné par la Marine française en novembre 2012. Les deux dernières unités françaises voient leurs moyens anti-aériens améliorés et prennent le nom de FREMM DA (défense aérienne).
En France, la frégate antiaérienne Cassard de la Classe Cassard a été retirée du service le 15 mars 2019 et la FAA Jean-Bart (aussi de la Classe Cassard) est retirée du service en 2021 pour être remplacées par deux versions antiaériennes des Frégates multi-missions nommées FREMM DA comportant des améliorations comme un radar multifonctions plus performant, des moyens de communications renforcés ainsi qu’une capacité de défense antiaérienne améliorée avec 32 missiles ASTER 15 et 30 au lieu de 16. Elles auront pour rôle d’assurer la défense aérienne des unités majeures comme le porte-avions Charles De Gaulle ou encore les porte-hélicoptères amphibies. En 2023, la huitième et dernière FREMM est livrée.